# الانباشی، وزیرکوپرو
الانباشی، وزیرکوپرو (به لاتین: Alanbaşı, Vezirköprü) یک منطقهٔ مسکونی در ترکیه است که در استان سامسون واقع شده‌است.